# Classic de l'Ardèche 2021
Classic de l'Ardèche 2021 var den 21. udgave af det franske cykelløb Classic de l'Ardèche. Det godt 171 km lange linjeløb blev kørt den 27. februar 2021 med start og mål i Guilherand-Granges i den sydøstlige del af landet. Løbet var en del af UCI ProSeries 2021.
David Gaudu fra Groupama-FDJ og AG2R Citroën Teams Clément Champoussin kom samlet til mål, hvor Gaudu endte som vinder af løbet. 11 sekunder efter kom Hugh Carthy ind på tredjepladsen. Deceuninck-Quick Steps dansker Mikkel Frølich Honoré tog sig af løbets fjerdeplads.

## Resultater
| \| Samlede stilling \| Samlede stilling \| Samlede stilling \| Samlede stilling \| Samlede stilling \| \| Rytter \| Rytter \| Hold \| Tid \| \| \| ---------------- \| ---------------------- \| --------------------- \| ---------------- \| ---------------- \| \| 1. \| David Gaudu \| Groupama-FDJ \| 4t 32' 37" \| \| \| 2. \| Clément Champoussin \| AG2R Citroën Team \| + 0" \| \| \| 3. \| Hugh Carthy \| EF Education-Nippo \| + 11" \| \| \| 4. \| Mikkel Honoré \| Deceuninck-Quick Step \| + 28" \| \| \| 5. \| Dorian Godon \| AG2R Citroën Team \| + 40" \| \| \| 6. \| Aleksandr Vlasov \| Astana-Premier Tech \| + 40" \| \| \| 7. \| Aurélien Paret-Peintre \| AG2R Citroën Team \| + 42" \| \| \| 8. \| Thibaut Pinot \| Groupama-FDJ \| + 42" \| \| \| 9. \| Jonathan Hivert \| B&B Hotels p/b KTM \| + 46" \| \| \| 10. \| Quinn Simmons \| Trek-Segafredo \| + 46" \| \| |                        |                       |            |
| |                        |                       |            |
| Kilde: ProCyclingStats |                        |                       |            |
| Samlede stilling |                        |                       |            |
| Rytter | Rytter                 | Hold                  | Tid        |
| 1. | David Gaudu            | Groupama-FDJ          | 4t 32' 37" |
| 2. | Clément Champoussin    | AG2R Citroën Team     | + 0"       |
| 3. | Hugh Carthy            | EF Education-Nippo    | + 11"      |
| 4. | Mikkel Honoré          | Deceuninck-Quick Step | + 28"      |
| 5. | Dorian Godon           | AG2R Citroën Team     | + 40"      |
| 6. | Aleksandr Vlasov       | Astana-Premier Tech   | + 40"      |
| 7. | Aurélien Paret-Peintre | AG2R Citroën Team     | + 42"      |
| 8. | Thibaut Pinot          | Groupama-FDJ          | + 42"      |
| 9. | Jonathan Hivert        | B&B Hotels p/b KTM    | + 46"      |
| 10. | Quinn Simmons          | Trek-Segafredo        | + 46"      |

## Hold og ryttere
| UCI WorldTeams (11)- AG2R Citroën Team - Astana-Premier Tech - Cofidis - Deceuninck-Quick Step - EF Education-Nippo - Groupama-FDJ - Intermarché-Wanty-Gobert Matériaux - Israel Start-Up Nation - Qhubeka Assos - Trek-Segafredo - UAE Team Emirates UCI ProTeams (7)- Alpecin-Fenix - B&B Hotels p/b KTM - Bingoal-WB - Caja Rural-Seguros RGA - Delko - Arkéa-Samsic - Total Direct Énergie UCI Kontinentalhold (3)- Saint Michel-Auber 93 - Swiss Racing - Xelliss-Roubaix Lille Métropole |
| |

### Danske ryttere
| Danske ryttere på startlisten |                       |                       |           |
| Rygnummer                     | Rytter                | Hold                  | Placering |
| 5                             | Mikkel Frølich Honoré | Deceuninck-Quick Step | 4         |
| 52                            | Magnus Cort           | EF Education-Nippo    | 111       |
| 66                            | Alexander Kamp        | Trek-Segafredo        | 105       |
| 91                            | Jakob Fuglsang        | Astana-Premier Tech   | 18        |

* DNF = gennemførte ikke

### Startliste
| Deceuninck-Quick Step DQT | Deceuninck-Quick Step DQT | Deceuninck-Quick Step DQT |
| ------------------------- | ------------------------- | ------------------------- |
| Nr.                       | Rytter                    | Placering                 |
| 1                         | Rémi Cavagna (FRA)        | 92.                       |
| 2                         | Andrea Bagioli (ITA)      | 45.                       |
| 3                         | Josef Černý (CZE)         | 90.                       |
| 4                         | Dries Devenyns (BEL)      | 69.                       |
| 5                         | Mikkel Honoré (DEN)       | 4.                        |
| 6                         | James Knox (GBR)          | DNF                       |
| 7                         | Pieter Serry (BEL)        | 27.                       |

| AG2R Citroën Team ACT | AG2R Citroën Team ACT        | AG2R Citroën Team ACT |
| --------------------- | ---------------------------- | --------------------- |
| Nr.                   | Rytter                       | Placering             |
| 11                    | Aurélien Paret-Peintre (FRA) | 7.                    |
| 12                    | Clément Champoussin (FRA)    | 2.                    |
| 13                    | Stan Dewulf (BEL)            | 87.                   |
| 14                    | Ben Gastauer (LUX)           | 59.                   |
| 15                    | Dorian Godon (FRA)           | 5.                    |
| 16                    | Nicolas Prodhomme (FRA)      | 58.                   |
| 17                    | Nans Peters (FRA)            | 66.                   |

| Groupama-FDJ GFC | Groupama-FDJ GFC            | Groupama-FDJ GFC |
| ---------------- | --------------------------- | ---------------- |
| Nr.              | Rytter                      | Placering        |
| 21               | David Gaudu (FRA)           | 1.               |
| 22               | Thibaut Pinot (FRA)         | 8.               |
| 23               | Bruno Armirail (FRA)        | 61.              |
| 24               | Simon Guglielmi (FRA)       | 43.              |
| 25               | Sébastien Reichenbach (SUI) | 28.              |
| 26               | Clément Davy (FRA)          | 122.             |
| 27               | Ignatas Konovalovas (LTU)   | 121.             |

| Cofidis COF | Cofidis COF               | Cofidis COF |
| ----------- | ------------------------- | ----------- |
| Nr.         | Rytter                    | Placering   |
| 31          | Guillaume Martin (FRA)    | 16.         |
| 32          | Fernando Barceló (ESP)    | 103.        |
| 33          | Nicolas Edet (FRA)        | 57.         |
| 34          | Simon Geschke (GER)       | 23.         |
| 35          | Jesús Herrada (ESP)       | 19.         |
| 36          | Victor Lafay (FRA)        | DNF         |
| 37          | Pierre-Luc Périchon (FRA) | 116.        |

| Intermarché-Wanty-Gobert Matériaux IWG | Intermarché-Wanty-Gobert Matériaux IWG | Intermarché-Wanty-Gobert Matériaux IWG |
| -------------------------------------- | -------------------------------------- | -------------------------------------- |
| Nr.                                    | Rytter                                 | Placering                              |
| 41                                     | Jan Bakelants (BEL)                    | 54.                                    |
| 42                                     | Jeremy Bellicaud (FRA)                 | 80.                                    |
| 43                                     | Théo Delacroix (FRA)                   | 70.                                    |
| 44                                     | Odd Christian Eiking (NOR)             | 33.                                    |
| 45                                     | Maurits Lammertink (NED)               | 36.                                    |
| 46                                     | Lorenzo Rota (ITA)                     | 20.                                    |

| EF Education-Nippo EFN | EF Education-Nippo EFN | EF Education-Nippo EFN |
| ---------------------- | ---------------------- | ---------------------- |
| Nr.                    | Rytter                 | Placering              |
| 51                     | Alberto Bettiol (ITA)  | 110.                   |
| 52                     | Magnus Cort (DEN)      | 111.                   |
| 53                     | Fumiyuki Beppu (JPN)   | DNF                    |
| 54                     | Simon Carr (GBR)       | 15.                    |
| 55                     | Hugh Carthy (GBR)      | 3.                     |
| 56                     | Julien El Fares (FRA)  | 82.                    |
| 57                     | Hideto Nakane (JPN)    | 106.                   |

| Trek-Segafredo TFS | Trek-Segafredo TFS   | Trek-Segafredo TFS |
| ------------------ | -------------------- | ------------------ |
| Nr.                | Rytter               | Placering          |
| 61                 | Jacopo Mosca (ITA)   | 38.                |
| 62                 | Julien Bernard (FRA) | 41.                |
| 63                 | Michel Ries (LUX)    | 88.                |
| 64                 | Quinn Simmons (USA)  | 10.                |
| 65                 | Toms Skujiņš (LAT)   | 31.                |
| 66                 | Alexander Kamp (DEN) | 105.               |
| 67                 | Antonio Nibali (ITA) | 67.                |

| Israel Start-Up Nation ISN | Israel Start-Up Nation ISN | Israel Start-Up Nation ISN |
| -------------------------- | -------------------------- | -------------------------- |
| Nr.                        | Rytter                     | Placering                  |
| 71                         | James Piccoli (CAN)        | 30.                        |
| 72                         | Alessandro De Marchi (ITA) | 95.                        |
| 73                         | Daryl Impey (RSA)          | 104.                       |
| 74                         | Davide Cimolai (ITA)       | DNF                        |
| 75                         | Alexander Cataford (CAN)   | 79.                        |
| 76                         | Carl Fredrik Hagen (NOR)   | 42.                        |
| 77                         | Guy Niv (ISR)              | 50.                        |

| Qhubeka Assos TQA | Qhubeka Assos TQA     | Qhubeka Assos TQA |
| ----------------- | --------------------- | ----------------- |
| Nr.               | Rytter                | Placering         |
| 81                | Simon Clarke (AUS)    | DNF               |
| 82                | Fabio Aru (ITA)       | 25.               |
| 83                | Connor Brown (NZL)    | DNF               |
| 84                | Kilian Frankiny (SUI) | 85.               |
| 85                | Robert Power (AUS)    | 26.               |
| 86                | Mauro Schmid (SUI)    | 34.               |
| 87                | Karel Vacek (CZE)     | 91.               |

| Astana-Premier Tech APT | Astana-Premier Tech APT | Astana-Premier Tech APT |
| ----------------------- | ----------------------- | ----------------------- |
| Nr.                     | Rytter                  | Placering               |
| 91                      | Jakob Fuglsang (DEN)    | 18.                     |
| 92                      | Omar Fraile (ESP)       | 77.                     |
| 93                      | Jon Izagirre (ESP)      | 17.                     |
| 94                      | Hugo Houle (CAN)        | 46.                     |
| 95                      | Aleksandr Vlasov (RUS)  | 6.                      |
| 96                      | Vadim Pronskij (KAZ)    | 52.                     |
| 97                      | Óscar Rodríguez (ESP)   | 51.                     |

| UAE Team Emirates UAD | UAE Team Emirates UAD       | UAE Team Emirates UAD |
| --------------------- | --------------------------- | --------------------- |
| Nr.                   | Rytter                      | Placering             |
| 101                   | Rui Costa (POR)             | 12.                   |
| 102                   | Valerio Conti (ITA)         | 71.                   |
| 103                   | Alessandro Covi (ITA)       | 40.                   |
| 104                   | Ivo Oliveira (POR)          | 119.                  |
| 105                   | Rui Oliveira (POR)          | 120.                  |
| 106                   | Cristian Camilo Muñoz (COL) | 72.                   |
| 107                   | Aljaksandr Rabusjenka (BLR) | 109.                  |

| Total Direct Énergie TDE | Total Direct Énergie TDE | Total Direct Énergie TDE |
| ------------------------ | ------------------------ | ------------------------ |
| Nr.                      | Rytter                   | Placering                |
| 111                      | Paul Ourselin (FRA)      | 74.                      |
| 112                      | Mathieu Burgaudeau (FRA) | 47.                      |
| 113                      | Julien Simon (FRA)       | 32.                      |
| 114                      | Valentin Ferron (FRA)    | 96.                      |
| 115                      | Fabien Doubey (FRA)      | 44.                      |
| 116                      | Marlon Gaillard (FRA)    | 113.                     |
| 117                      | Fabien Grellier (FRA)    | 62.                      |

| B&B Hotels p/b KTM BBK | B&B Hotels p/b KTM BBK      | B&B Hotels p/b KTM BBK |
| ---------------------- | --------------------------- | ---------------------- |
| Nr.                    | Rytter                      | Placering              |
| 121                    | Quentin Pacher (FRA)        | 21.                    |
| 122                    | Alan Boileau (FRA)          | 114.                   |
| 123                    | Franck Bonnamour (FRA)      | 93.                    |
| 124                    | Cyril Gautier (FRA)         | 60.                    |
| 125                    | Jonathan Hivert (FRA)       | 9.                     |
| 126                    | Eliot Lietaer (BEL)         | 107.                   |
| 127                    | Sebastian Schönberger (AUT) | 35.                    |

| Delko DKO | Delko DKO                | Delko DKO |
| --------- | ------------------------ | --------- |
| Nr.       | Rytter                   | Placering |
| 131       | Alessandro Fedeli (ITA)  | 84.       |
| 132       | Alexandre Delettre (FRA) | 102.      |
| 133       | Lucas De Rossi (FRA)     | 83.       |
| 134       | Yacob Debesay (ERI)      | DNF       |
| 135       | Delio Fernández (ESP)    | DNF       |
| 136       | Clément Berthet (FRA)    | 118.      |
| 137       | José Manuel Díaz (ESP)   | 22.       |

| Arkéa-Samsic ARK | Arkéa-Samsic ARK         | Arkéa-Samsic ARK |
| ---------------- | ------------------------ | ---------------- |
| Nr.              | Rytter                   | Placering        |
| 141              | Warren Barguil (FRA)     | 11.              |
| 142              | Maxime Bouet (FRA)       | 37.              |
| 143              | Anthony Delaplace (FRA)  | 39.              |
| 144              | Łukasz Owsian (POL)      | 65.              |
| 145              | Thibault Guernalec (FRA) | 48.              |
| 146              | Laurent Pichon (FRA)     | 81.              |
| 147              | Kévin Ledanois (FRA)     | 98.              |

| Bingoal-WB BWB | Bingoal-WB BWB           | Bingoal-WB BWB |
| -------------- | ------------------------ | -------------- |
| Nr.            | Rytter                   | Placering      |
| 151            | Laurens Huys (BEL)       | 13.            |
| 152            | Rémy Mertz (BEL)         | 89.            |
| 153            | Kenny Molly (BEL)        | 53.            |
| 154            | Mathijs Paasschens (NED) | 94.            |
| 155            | Jelle Vanendert (BEL)    | DNF            |
| 156            | Quentin Venner (BEL)     | DNF            |
| 157            | Luc Wirtgen (LUX)        | 49.            |

| Caja Rural-Seguros RGA CJR | Caja Rural-Seguros RGA CJR | Caja Rural-Seguros RGA CJR |
| -------------------------- | -------------------------- | -------------------------- |
| Nr.                        | Rytter                     | Placering                  |
| 161                        | Jonathan Lastra (ESP)      | 29.                        |
| 162                        | Orluis Aular (VEN)         | 100.                       |
| 163                        | Jon Barrenetxea (ESP)      | 75.                        |
| 164                        | Álvaro Cuadros (ESP)       | 78.                        |
| 165                        | Jon Irisarri (ESP)         | 64.                        |
| 166                        | Sergio Martín (ESP)        | 68.                        |
| 167                        | Jokin Murguialday (ESP)    | 73.                        |

| Alpecin-Fenix AFC | Alpecin-Fenix AFC       | Alpecin-Fenix AFC |
| ----------------- | ----------------------- | ----------------- |
| Nr.               | Rytter                  | Placering         |
| 171               | Petr Vakoč (CZE)        | 63.               |
| 172               | Tobias Bayer (AUT)      | 117.              |
| 173               | Louis Vervaeke (BEL)    | DNF               |
| 174               | Jimmy Janssens (BEL)    | 24.               |
| 175               | Philipp Walsleben (GER) | 115.              |
| 176               | Ben Tulett (GBR)        | 14.               |
| 177               | Kristian Sbaragli (ITA) | 76.               |

| Xelliss-Roubaix Lille Métropole XRL | Xelliss-Roubaix Lille Métropole XRL | Xelliss-Roubaix Lille Métropole XRL |
| ----------------------------------- | ----------------------------------- | ----------------------------------- |
| Nr.                                 | Rytter                              | Placering                           |
| 181                                 | Julien Antomarchi (FRA)             | DNF                                 |
| 182                                 | Ivan Centrone (LUX)                 | 112.                                |
| 183                                 | Mathias De Witte (BEL)              | DNF                                 |
| 184                                 | Samuel Leroux (FRA)                 | DNF                                 |
| 185                                 | Maxime Urruty (FRA)                 | 55.                                 |
| 186                                 | Jérémy Leveau (FRA)                 | DNF                                 |
| 187                                 | Dylan Kowalski (FRA)                | DNF                                 |

| Swiss Racing Academy SRA | Swiss Racing Academy SRA | Swiss Racing Academy SRA |
| ------------------------ | ------------------------ | ------------------------ |
| Nr.                      | Rytter                   | Placering                |
| 191                      | Matthias Reutimann (SUI) | 56.                      |
| 192                      | Stuart Balfour (GBR)     | 86.                      |
| 193                      | Andrew Bidwell (NZL)     | DNF                      |
| 194                      | Damian Lüscher (SUI)     | 99.                      |
| 195                      | Andrea Mifsud            | DNF                      |
| 196                      | Cyrille Thièry (SUI)     | 108.                     |
| 197                      | Yannis Voisard (SUI)     | 101.                     |

| Saint Michel-Auber 93 AUB | Saint Michel-Auber 93 AUB | Saint Michel-Auber 93 AUB |
| ------------------------- | ------------------------- | ------------------------- |
| Nr.                       | Rytter                    | Placering                 |
| 201                       | Jason Tesson (FRA)        | DNF                       |
| 202                       | Tony Hurel (FRA)          | DNF                       |
| 203                       | Louis Louvet (FRA)        | DNF                       |
| 204                       | Anthony Maldonado (FRA)   | DNF                       |
| 205                       | Yoann Paillot (FRA)       | 97.                       |

| Deceuninck-Quick Step DQT | Deceuninck-Quick Step DQT | Deceuninck-Quick Step DQT |
| ------------------------- | ------------------------- | ------------------------- |
| Nr.                       | Rytter                    | Placering                 |
| 1                         | Rémi Cavagna (FRA)        | 92.                       |
| 2                         | Andrea Bagioli (ITA)      | 45.                       |
| 3                         | Josef Černý (CZE)         | 90.                       |
| 4                         | Dries Devenyns (BEL)      | 69.                       |
| 5                         | Mikkel Honoré (DEN)       | 4.                        |
| 6                         | James Knox (GBR)          | DNF                       |
| 7                         | Pieter Serry (BEL)        | 27.                       |

| AG2R Citroën Team ACT | AG2R Citroën Team ACT        | AG2R Citroën Team ACT |
| --------------------- | ---------------------------- | --------------------- |
| Nr.                   | Rytter                       | Placering             |
| 11                    | Aurélien Paret-Peintre (FRA) | 7.                    |
| 12                    | Clément Champoussin (FRA)    | 2.                    |
| 13                    | Stan Dewulf (BEL)            | 87.                   |
| 14                    | Ben Gastauer (LUX)           | 59.                   |
| 15                    | Dorian Godon (FRA)           | 5.                    |
| 16                    | Nicolas Prodhomme (FRA)      | 58.                   |
| 17                    | Nans Peters (FRA)            | 66.                   |

| Groupama-FDJ GFC | Groupama-FDJ GFC            | Groupama-FDJ GFC |
| ---------------- | --------------------------- | ---------------- |
| Nr.              | Rytter                      | Placering        |
| 21               | David Gaudu (FRA)           | 1.               |
| 22               | Thibaut Pinot (FRA)         | 8.               |
| 23               | Bruno Armirail (FRA)        | 61.              |
| 24               | Simon Guglielmi (FRA)       | 43.              |
| 25               | Sébastien Reichenbach (SUI) | 28.              |
| 26               | Clément Davy (FRA)          | 122.             |
| 27               | Ignatas Konovalovas (LTU)   | 121.             |

| Cofidis COF | Cofidis COF               | Cofidis COF |
| ----------- | ------------------------- | ----------- |
| Nr.         | Rytter                    | Placering   |
| 31          | Guillaume Martin (FRA)    | 16.         |
| 32          | Fernando Barceló (ESP)    | 103.        |
| 33          | Nicolas Edet (FRA)        | 57.         |
| 34          | Simon Geschke (GER)       | 23.         |
| 35          | Jesús Herrada (ESP)       | 19.         |
| 36          | Victor Lafay (FRA)        | DNF         |
| 37          | Pierre-Luc Périchon (FRA) | 116.        |

| Intermarché-Wanty-Gobert Matériaux IWG | Intermarché-Wanty-Gobert Matériaux IWG | Intermarché-Wanty-Gobert Matériaux IWG |
| -------------------------------------- | -------------------------------------- | -------------------------------------- |
| Nr.                                    | Rytter                                 | Placering                              |
| 41                                     | Jan Bakelants (BEL)                    | 54.                                    |
| 42                                     | Jeremy Bellicaud (FRA)                 | 80.                                    |
| 43                                     | Théo Delacroix (FRA)                   | 70.                                    |
| 44                                     | Odd Christian Eiking (NOR)             | 33.                                    |
| 45                                     | Maurits Lammertink (NED)               | 36.                                    |
| 46                                     | Lorenzo Rota (ITA)                     | 20.                                    |

| EF Education-Nippo EFN | EF Education-Nippo EFN | EF Education-Nippo EFN |
| ---------------------- | ---------------------- | ---------------------- |
| Nr.                    | Rytter                 | Placering              |
| 51                     | Alberto Bettiol (ITA)  | 110.                   |
| 52                     | Magnus Cort (DEN)      | 111.                   |
| 53                     | Fumiyuki Beppu (JPN)   | DNF                    |
| 54                     | Simon Carr (GBR)       | 15.                    |
| 55                     | Hugh Carthy (GBR)      | 3.                     |
| 56                     | Julien El Fares (FRA)  | 82.                    |
| 57                     | Hideto Nakane (JPN)    | 106.                   |

| Trek-Segafredo TFS | Trek-Segafredo TFS   | Trek-Segafredo TFS |
| ------------------ | -------------------- | ------------------ |
| Nr.                | Rytter               | Placering          |
| 61                 | Jacopo Mosca (ITA)   | 38.                |
| 62                 | Julien Bernard (FRA) | 41.                |
| 63                 | Michel Ries (LUX)    | 88.                |
| 64                 | Quinn Simmons (USA)  | 10.                |
| 65                 | Toms Skujiņš (LAT)   | 31.                |
| 66                 | Alexander Kamp (DEN) | 105.               |
| 67                 | Antonio Nibali (ITA) | 67.                |

| Israel Start-Up Nation ISN | Israel Start-Up Nation ISN | Israel Start-Up Nation ISN |
| -------------------------- | -------------------------- | -------------------------- |
| Nr.                        | Rytter                     | Placering                  |
| 71                         | James Piccoli (CAN)        | 30.                        |
| 72                         | Alessandro De Marchi (ITA) | 95.                        |
| 73                         | Daryl Impey (RSA)          | 104.                       |
| 74                         | Davide Cimolai (ITA)       | DNF                        |
| 75                         | Alexander Cataford (CAN)   | 79.                        |
| 76                         | Carl Fredrik Hagen (NOR)   | 42.                        |
| 77                         | Guy Niv (ISR)              | 50.                        |

| Qhubeka Assos TQA | Qhubeka Assos TQA     | Qhubeka Assos TQA |
| ----------------- | --------------------- | ----------------- |
| Nr.               | Rytter                | Placering         |
| 81                | Simon Clarke (AUS)    | DNF               |
| 82                | Fabio Aru (ITA)       | 25.               |
| 83                | Connor Brown (NZL)    | DNF               |
| 84                | Kilian Frankiny (SUI) | 85.               |
| 85                | Robert Power (AUS)    | 26.               |
| 86                | Mauro Schmid (SUI)    | 34.               |
| 87                | Karel Vacek (CZE)     | 91.               |

| Astana-Premier Tech APT | Astana-Premier Tech APT | Astana-Premier Tech APT |
| ----------------------- | ----------------------- | ----------------------- |
| Nr.                     | Rytter                  | Placering               |
| 91                      | Jakob Fuglsang (DEN)    | 18.                     |
| 92                      | Omar Fraile (ESP)       | 77.                     |
| 93                      | Jon Izagirre (ESP)      | 17.                     |
| 94                      | Hugo Houle (CAN)        | 46.                     |
| 95                      | Aleksandr Vlasov (RUS)  | 6.                      |
| 96                      | Vadim Pronskij (KAZ)    | 52.                     |
| 97                      | Óscar Rodríguez (ESP)   | 51.                     |

| UAE Team Emirates UAD | UAE Team Emirates UAD       | UAE Team Emirates UAD |
| --------------------- | --------------------------- | --------------------- |
| Nr.                   | Rytter                      | Placering             |
| 101                   | Rui Costa (POR)             | 12.                   |
| 102                   | Valerio Conti (ITA)         | 71.                   |
| 103                   | Alessandro Covi (ITA)       | 40.                   |
| 104                   | Ivo Oliveira (POR)          | 119.                  |
| 105                   | Rui Oliveira (POR)          | 120.                  |
| 106                   | Cristian Camilo Muñoz (COL) | 72.                   |
| 107                   | Aljaksandr Rabusjenka (BLR) | 109.                  |

| Total Direct Énergie TDE | Total Direct Énergie TDE | Total Direct Énergie TDE |
| ------------------------ | ------------------------ | ------------------------ |
| Nr.                      | Rytter                   | Placering                |
| 111                      | Paul Ourselin (FRA)      | 74.                      |
| 112                      | Mathieu Burgaudeau (FRA) | 47.                      |
| 113                      | Julien Simon (FRA)       | 32.                      |
| 114                      | Valentin Ferron (FRA)    | 96.                      |
| 115                      | Fabien Doubey (FRA)      | 44.                      |
| 116                      | Marlon Gaillard (FRA)    | 113.                     |
| 117                      | Fabien Grellier (FRA)    | 62.                      |

| B&B Hotels p/b KTM BBK | B&B Hotels p/b KTM BBK      | B&B Hotels p/b KTM BBK |
| ---------------------- | --------------------------- | ---------------------- |
| Nr.                    | Rytter                      | Placering              |
| 121                    | Quentin Pacher (FRA)        | 21.                    |
| 122                    | Alan Boileau (FRA)          | 114.                   |
| 123                    | Franck Bonnamour (FRA)      | 93.                    |
| 124                    | Cyril Gautier (FRA)         | 60.                    |
| 125                    | Jonathan Hivert (FRA)       | 9.                     |
| 126                    | Eliot Lietaer (BEL)         | 107.                   |
| 127                    | Sebastian Schönberger (AUT) | 35.                    |

| Delko DKO | Delko DKO                | Delko DKO |
| --------- | ------------------------ | --------- |
| Nr.       | Rytter                   | Placering |
| 131       | Alessandro Fedeli (ITA)  | 84.       |
| 132       | Alexandre Delettre (FRA) | 102.      |
| 133       | Lucas De Rossi (FRA)     | 83.       |
| 134       | Yacob Debesay (ERI)      | DNF       |
| 135       | Delio Fernández (ESP)    | DNF       |
| 136       | Clément Berthet (FRA)    | 118.      |
| 137       | José Manuel Díaz (ESP)   | 22.       |

| Arkéa-Samsic ARK | Arkéa-Samsic ARK         | Arkéa-Samsic ARK |
| ---------------- | ------------------------ | ---------------- |
| Nr.              | Rytter                   | Placering        |
| 141              | Warren Barguil (FRA)     | 11.              |
| 142              | Maxime Bouet (FRA)       | 37.              |
| 143              | Anthony Delaplace (FRA)  | 39.              |
| 144              | Łukasz Owsian (POL)      | 65.              |
| 145              | Thibault Guernalec (FRA) | 48.              |
| 146              | Laurent Pichon (FRA)     | 81.              |
| 147              | Kévin Ledanois (FRA)     | 98.              |

| Bingoal-WB BWB | Bingoal-WB BWB           | Bingoal-WB BWB |
| -------------- | ------------------------ | -------------- |
| Nr.            | Rytter                   | Placering      |
| 151            | Laurens Huys (BEL)       | 13.            |
| 152            | Rémy Mertz (BEL)         | 89.            |
| 153            | Kenny Molly (BEL)        | 53.            |
| 154            | Mathijs Paasschens (NED) | 94.            |
| 155            | Jelle Vanendert (BEL)    | DNF            |
| 156            | Quentin Venner (BEL)     | DNF            |
| 157            | Luc Wirtgen (LUX)        | 49.            |

| Caja Rural-Seguros RGA CJR | Caja Rural-Seguros RGA CJR | Caja Rural-Seguros RGA CJR |
| -------------------------- | -------------------------- | -------------------------- |
| Nr.                        | Rytter                     | Placering                  |
| 161                        | Jonathan Lastra (ESP)      | 29.                        |
| 162                        | Orluis Aular (VEN)         | 100.                       |
| 163                        | Jon Barrenetxea (ESP)      | 75.                        |
| 164                        | Álvaro Cuadros (ESP)       | 78.                        |
| 165                        | Jon Irisarri (ESP)         | 64.                        |
| 166                        | Sergio Martín (ESP)        | 68.                        |
| 167                        | Jokin Murguialday (ESP)    | 73.                        |

| Alpecin-Fenix AFC | Alpecin-Fenix AFC       | Alpecin-Fenix AFC |
| ----------------- | ----------------------- | ----------------- |
| Nr.               | Rytter                  | Placering         |
| 171               | Petr Vakoč (CZE)        | 63.               |
| 172               | Tobias Bayer (AUT)      | 117.              |
| 173               | Louis Vervaeke (BEL)    | DNF               |
| 174               | Jimmy Janssens (BEL)    | 24.               |
| 175               | Philipp Walsleben (GER) | 115.              |
| 176               | Ben Tulett (GBR)        | 14.               |
| 177               | Kristian Sbaragli (ITA) | 76.               |

| Xelliss-Roubaix Lille Métropole XRL | Xelliss-Roubaix Lille Métropole XRL | Xelliss-Roubaix Lille Métropole XRL |
| ----------------------------------- | ----------------------------------- | ----------------------------------- |
| Nr.                                 | Rytter                              | Placering                           |
| 181                                 | Julien Antomarchi (FRA)             | DNF                                 |
| 182                                 | Ivan Centrone (LUX)                 | 112.                                |
| 183                                 | Mathias De Witte (BEL)              | DNF                                 |
| 184                                 | Samuel Leroux (FRA)                 | DNF                                 |
| 185                                 | Maxime Urruty (FRA)                 | 55.                                 |
| 186                                 | Jérémy Leveau (FRA)                 | DNF                                 |
| 187                                 | Dylan Kowalski (FRA)                | DNF                                 |

| Swiss Racing Academy SRA | Swiss Racing Academy SRA | Swiss Racing Academy SRA |
| ------------------------ | ------------------------ | ------------------------ |
| Nr.                      | Rytter                   | Placering                |
| 191                      | Matthias Reutimann (SUI) | 56.                      |
| 192                      | Stuart Balfour (GBR)     | 86.                      |
| 193                      | Andrew Bidwell (NZL)     | DNF                      |
| 194                      | Damian Lüscher (SUI)     | 99.                      |
| 195                      | Andrea Mifsud            | DNF                      |
| 196                      | Cyrille Thièry (SUI)     | 108.                     |
| 197                      | Yannis Voisard (SUI)     | 101.                     |

| Saint Michel-Auber 93 AUB | Saint Michel-Auber 93 AUB | Saint Michel-Auber 93 AUB |
| ------------------------- | ------------------------- | ------------------------- |
| Nr.                       | Rytter                    | Placering                 |
| 201                       | Jason Tesson (FRA)        | DNF                       |
| 202                       | Tony Hurel (FRA)          | DNF                       |
| 203                       | Louis Louvet (FRA)        | DNF                       |
| 204                       | Anthony Maldonado (FRA)   | DNF                       |
| 205                       | Yoann Paillot (FRA)       | 97.                       |